# 厦门大学附属科技中学
厦门大学附属科技中学（英语：Xiamen University Affiliated Keji High School），第二校名厦门市科技中学（英语：Xiamen Keji High School），是一所位于中国福建省厦门市的中学。在1994年6月，由厦门市政府与厦门大学联合创办。。

## 学校概况
拥有思明、翔安和五缘三个校区，占地269.85亩。有学生近6000人，教职工400余人，121个教学班（含3个新疆班）
思明校区位于厦门市的东南海岸边，与厦门大学毗邻，面海而建。校园占地面积35954平方米，建筑面积30088平方米。由教学楼、教学实验综合楼、行政楼、学生宿舍楼及食堂构成。拥有环形塑胶跑道、篮排球场和足球场。

## 姊妹校
- 中華民國：金門縣立金城國民中學
- 厦门大学
- 广东番禺中学
- 北京市第十七中学
- 广东省顺德一中
- 漳州一中
- 莆田二中
- 南京一中

## 相关链接
- 厦门大学附属科技中学网站